# Municipio de Iowa (condado de Benton)
El municipio de Iowa (en inglés: Iowa Township) es uno de los veinte municipios ubicados en el condado de Benton en el estado estadounidense de Iowa. En el año 2000 el municipio tenía una población de 423 habitantes y una densidad poblacional de 5 personas por km². Su territorio incluye la mitad occidental de la ciudad de Luzerne, que comparte con el municipio de Leroy; al de una ciudad no incorporada, Irving; y rodea al de la ciudad de Belle Plaine, que constituye una entidad geográfica aparte.

## Geografía
El municipio de Iowa se encuentra ubicado en las coordenadas 41°54′36″N 92°13′49″O / 41.91000, -92.23028.